# Lysimachia rapensis
Lysimachia rapensis är en viveväxtart som beskrevs av Forest Brown. Lysimachia rapensis ingår i släktet lysingar, och familjen viveväxter. Inga underarter finns listade i Catalogue of Life.